# Posologie
Posologie is de wetenschap van het doseren van geneesmiddelen. Het woord is in België heel gewoon maar in Nederland zeer ongebruikelijk.
Voor elk medicijn wordt een gebruikelijke dosering en een maximale dosering opgegeven. 
Bij voorschrijven wordt onder meer rekening gehouden met 
- leeftijd van de patiënt
- gewicht van de patiënt
- tolerantie van de patiënt voor het middel
- gezondheidstoestand van de patiënt, met name de nier- en leverfunctie.